# آخرین نفر
آخرین نفر(با عنوان انگلیسی The Last Man)، نام داستانی علمی-تخیلی با رویکرد آخرالزمان، از مری شلی نویسنده مشهور انگلیسی، که نخستین بار در سال ۱۸۲۶ در انگلستان به چاپ رسید.

## شخصیت‌ها
- لیونل ورنی: آخرین نفر.
- آدریان، کُنت وینسور: پسر آخرین پادشاه انگلستان.
- لُرد ریموند: یک نجیب زاده جاه طلب جوان.
- پردیتا: خواهر لیونل و زن ریموند.
- اِدریس: خواهر آدریان و زن ورنی.
- کُنتس وینسور: مادر آدریان و ادریس.
- اِوان: شاهزاده یونانی که آدریان به عشق او گرفتار شد.
- کِلارا: خواهر ریموند و پردیتا.
- آلفرد و اوه لین: پسران ورنی و اِدریس.
- ریلاند: رهبر حزب مردمی دموکراتیک.
- مریوال: اخترشناسی که به طاعون و شیوع آن بی‌توجه بود.
- لوسی مارتین: زن جوانی که قبول خوستگاری مردی زننده را به صبر کردن برای مرد رویاها و عشق واقعی، ترجیح داد.
- مرد دغل باز
- ژولیت: یک نجیب زاده زن، که برای پشتیبانی از فرزندش، به مهمانی مرد دغل باز رفت.

## خلاصه داستان
ماجرای داستان به قرن بیست و یکم باز می‌گردد، بیماری طاعون نسل بشر را از بین برده است و تنها یک نفر باقی‌مانده است، آخرین نفر. داستان به شرح زندگی و دغذغه‌های این انسان باقی‌مانده می‌پردازد.
این کتاب در سه جلد و به صورت سه‌گانه (Trilogy) نوشته شده‌است.

## درون مایه داستان
- عناصر زندگی‌نامه ای
- شکست ایده‌آل‌های عشقی سیاسی
- ایزوله کردن